# 江山市
江山市（こうざん-し）は中華人民共和国浙江省に位置する省直轄の県級市であり、しばらくの間、衢州市の代理管轄下に置かれている。市内の江郎山は丹霞地形の印象的な山並で、古くから名山として知られ、世界遺産の「中国丹霞」にも含まれている。

## 歴史
621年（武徳4年）、唐朝により須江県が設置されたのが最初である。931年（宝正6年）、呉越により県内に江郎山が位置したことにより江山県と改称された。1267年（咸淳3年）、南宋により礼賢県と改称されたが、1276年（至元13年）には元朝により再び江山県に戻されている。
1987年11月27日、県級市に改編された。

## 行政区画
- 街道：虎山街道、双塔街道、清湖街道
- 鎮：四都鎮、壇石鎮、大橋鎮、新塘辺鎮、廿八都鎮、長台鎮、上余鎮、鳳林鎮、峡口鎮、石門鎮、賀村鎮
- 郷：大陳郷、碗窯郷、保安郷、塘源口郷、張村郷

## 出身者
- 戴笠 - 中華民国の政治家・軍人。中国国民党に属した。軍事委員会調査統計局（いわゆる軍統）の指導者の一人。

## 交通

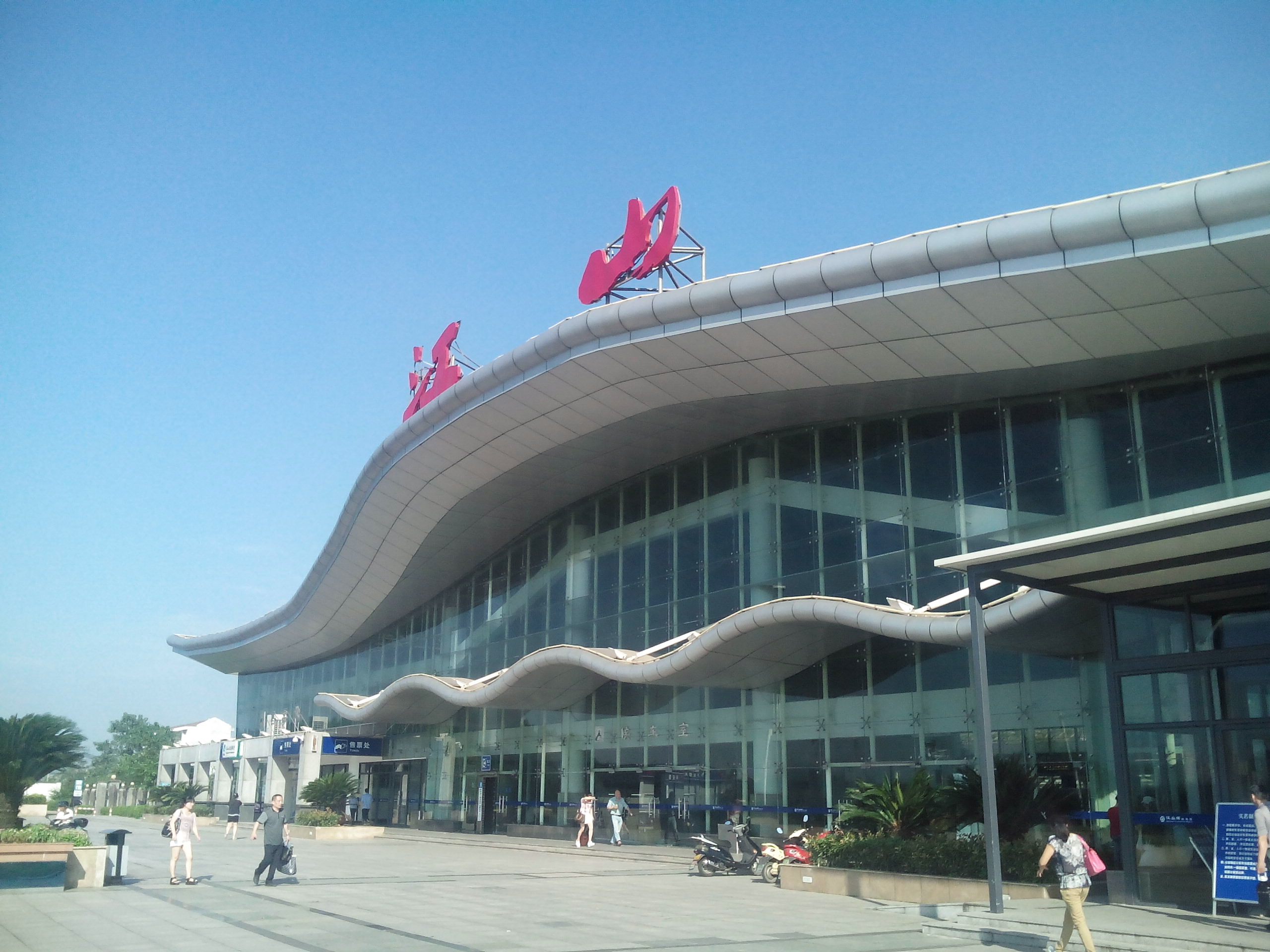
江山駅駅舎

### 鉄道
- 中国鉄路総公司
  - 滬昆旅客専用線、滬昆線
    - 江山駅

### 道路
- 高速道路
  - 京台高速道路
- 国道
  - G205国道